# Reincarnate
Reincarnate è il terzo album in studio del gruppo musicale statunitense Motionless in White, pubblicato il 15 settembre 2014 nel Regno Unito ed il giorno dopo in tutto il mondo. È inoltre l'ultimo album pubblicato dalla Fearless Records.

## Tracce
1. Death March – 4:43
2. Reincarnate – 3:40
3. Puppets 3 (The Grand Finale) (featuring Dani Filth) (seguito di "Puppets 2 (The Rain)" in Infamous) – 4:15
4. Unstoppable – 3:27
5. Everybody Sells Cocaine – 3:55
6. Contemptress (featuring Maria Brink) – 4:02
7. Break the Cycle – 4:02
8. Generation Lost – 2:59
9. Dark Passenger – 3:49
10. Wasp – 7:01
11. Dead as Fuck – 2:57
12. Final Dictvm (featuring Tim Sköld) – 5:06
13. Carry The Torch – 5:57

Tracce bonus edizione digitale
1. Sinematic (acoustic version) – 4:48

## Formazione
- Chris "Motionless" Cerulli - voce
- Joshua Balz - tastiera
- Ryan Sitkowski -  chitarra solista
- Ricky "Horror" Olson - chitarra ritmica
- Devin "Ghost" Sola - basso
- Tom Hane - batteria